# Ebersteins armépris
Ebersteins armépris, eller som det fullständiga namnet lyder, John Ebersteins armépris på skidor, var den svenska militära skididrottens förnämsta trofé. Tävlingen kännetecknades av att vara oerhört påfrestande.
John Eberstein var svensk affärsman bosatt i Enfield, Middlesex i England. År 1918 donerade 50 000 kr till främjande av skidlöpningen inom armén. Enligt Ebersteins önskningar uppdrogs åt en styrelse på tre ledamöter att utarbeta bestämmelser för pengarnas användning, samt att sedermera genomföra det fastställda programmet.
Den första styrelsen utgjordes av översten och chefen för Jämtlands fältjägarregemente, Gösta Lilliehöök, samt majorerna Axel Klingenstierna och Bertil af Burén. Ordförande har senare i tur och ordning varit regementscheferna vid Jämtlands fältjägarregemente överstarna Törngren, Beskow och Stenbeck.
Styrelsen beslöt att donationen skulle användas till en årlig tävling i skidlöpning. Med hänsyn till förläggningsorter och möjligheterna till träning i skidlöpning indelades arméns truppförband i tre grupper: Norra, Mellersta och Södra gruppen.
Truppförbanden representerades av lag bestående av 1 officer, 1 underofficer på aktiv stat samt 1 stamanställd.  Den som en gång representerat sitt regemente fick senare ej deltaga i laget.
Tävlingarnas art fastställdes för varje treårsperiod och utgjorde till en början spårlöpning 30 km med fältutrustning (huvudtävling) samt en extra tävling i spårlöpning 7 km i svår terräng för de som fullföljt huvudtävlingen.
Priset till vinnande truppförband utgjordes av en statyett föreställande en skidlöpande fältutrustad soldat i fullt glid. Den var skulpterad av Carl Fagerberg. Plaketter med samma motiv delades ut till lagets medlemmar.